# يان بوند
يان بوند (بالإنجليزية: Ian Bond)‏ هو لاعب بولينغ بريطاني، ولد في 8 يونيو 1973.

## روابط خارجية
- يان بوند على موقع اتحاد ألعاب الكومنولث (مؤرشف) (الإنجليزية)
- يان بوند على موقع دورة ألعاب الكومنولث 2006 (مؤرشف) (الإنجليزية)